# روس كيفن هير (أنغلزي)
روس كيفن هير (بالإنجليزية: Rhos Cefn Hir)‏ هي منطقة سكنية تقع في ويلز في أنغلزي.